# Parafia Chrystusa Króla w Brzegu Dolnym
Parafia Chrystusa Króla w Brzegu Dolnym – parafia rzymskokatolicka w dekanacie Brzeg Dolny w archidiecezji wrocławskiej.
Parafia została erygowana w XIV wieku.

## Kaplice
- Kaplica zakonna:	 	Sióstr Boromeuszek
- Kaplica cmentarna:	 	Brzeg Dolny

## Terytorium
Obejmuje dzielnicę Warzyń i wieś Naborów.
- Ulice: A.J. Czartoryskiego, Al. Jerozolimskie (nr 24 do końca), J.F. Tarnawskiego, J.K. Dzieduszyckiego, J.M. Ossolińskiego, Krzywa, Ks. Stefana kardynała Wyszyńskiego, 1 Maja, Młodzieżowa, Mostowa, Naborowska, Osiedlowa, Pionierska, Przedszkolna, S.B. Lindego, Słoneczna, Słowackiego, Środkowa, Tęczowa, Wilcza, Zachodnia

## Grupy parafialne
Liturgiczna Służba Ołtarza; Resurrectio Christi; Eucharystyczny Ruch Młodych; Koła Żywego Różańca; Oaza Rodzin; Schola "Promyki Radości"; Chór Oremus i Chór Seniorów; Kółko Misyjne Dzieci